# Gramsh
Gramsh é uma cidade e município (em albanês:  bashkia) da Albânia. É a capital do distrito de Gramsh na prefeitura de Elbasan.